# 天紐珍燈魚
天紐珍灯鱼（学名：Lampanyctus tenuiformis）为輻鰭魚綱燈籠魚目灯笼鱼科的其中一種。分布于東大西洋及紐西蘭海域，為深海魚類，棲息深度1000公尺，體長可達15.3公分。

## 扩展阅读
維基物種上的相關：天紐珍灯鱼